# Urotrygonidae
Urotrygonidae é uma família de raias com 16 espécies reconhecidas, agrupadas em dois géneros. São conhecidas apenas nas costas americanas dos oceanos Atlântico e Pacífico e são exclusivamente marinhas. A maioria das espécies tem um ou mais espinhos na cauda.